# Fallin’
«Fallin’» — песня американской певицы Алиши Киз. Это был её дебютный сингл с её дебютного альбома Songs in A Minor. Она сама её написала и спродюсировала

## Композиция
В детстве Алиша Киз, играя на пианино, учила Шопена, Бетховена, Моцарта и других композиторов, так что неудивительно, что песня начинается с отрывка из Шопена. (Да и псевдоним певицы — Киз — тоже часть её образа как пианистки.)
Сайт Songfacts так объясняет смысл этой песни:
Эта песня об эмоциях, которые испытываешь, когда очень сильно любишь человека. Когда Киз написала её, она была посреди очень турбулентных взаимоотношений [с парнем], которые эту песню [и
 вдодхновили. Это был один из тех случаев, когда любовь между молодыми людьми очень яркая и живая, поскольку этот опыт для них новый. Как сказала Киз, „Твой первый [опыт] влияет на тебя ещё больше, поскольку [у тебя] ещё нет навыков и знаний, как [эту ситуацию можно] разыгрывать. Ты идёшь по дорожке сквозь это, эти как трудности, так и хорошие времена, и просто растёшь — так получилась [песня] ‘Falling’“
Киз говорит, что написание этой песни помогло ей решить проблемы в тех отношениях.
Songfacts также упоминает и мать Алиши как вдохновителя создания этой песни:
По словам Киз, её мать, которая вырастила её одна (её отец ушёл, когда ей было 2 года), помогла вдохновить эту песню. Её мама могла иногда довести Алишу до бешенства, но её любовь к ней была непоколебима.»

## История
Алиша Киз начала писать эту песню за три года до того, как песня вышла как её дебютный сингл [прим: то есть где-то в 17 лет]. Тогда Киз ещё была под контрактом с лейблом Columbia Records, с которым подписала контракт в 16 лет. Поскольку её взгляды на то, каким должен быть её будущий альбом, с людьми с лейбла не сошлись, на Columbia Records она так ни одного альбома и не выпустила и в 18 лет перешла на основанный Клайвом Дэвисом новый лейбл J Records. Там ей предоставили больше свободы в творчестве, что в итоге оправдалось её большим коммерческим успехом.
Когда вышел сингл с песней «Fallin’», Алише было 20 лет. Песня стала очень большим хитом (1 место в США, 3 место в Британии) и также сработала в качестве прекрасной промоции для её дебютного альбома, которого после этой песни очень ждали и который в США дебютировал на первом месте альбомного чарта чарта журнала «Билборд» и не сходил с него ещё две недели (итого в сумме 3). Всего же, во многом благодаря популярности этого первого сингла, альбом продался во всём мире в 11 миллионах экземплярах.

## Приём публики и награды
Среди наград, которые эта песня получила, были три премии «Грэмми» 2001 года: в категориях «Песня года», «Лучшая женская вокальная работа в жанре ар-эн-би» и «Лучшая песня в жанре ар-эн-би».

## Запрет песни на шоуAmerican Idol
В 2003 году (по прошествии первых двух сезонов) Саймон Кауэлл запретил исполнение этой песни на шоу American Idol. Произошло это потому, что очень многие конкурсанты её исполняли и судьи не могли больше этого выносить. (Среди других песен, которые на этом шоу были запрещены, «Candle in the Wind» и «I Will Always Love You».)